# タナ川 (カウンティ)
タナ川（スワヒリ語: Wilaya ya Mto Tana、英語: Tana River County）はケニア南東部の旧海岸州北部のカウンティ。
タナ川が由来。
面積は3万5375.8km2で、2009年の人口は24万75人。
中心都市及び最大都市はホラ (ケニア)。

## 人口
- 1979年8月24日：9万2401人
- 1989年8月24日：12万8426人
- 1999年8月24日：18万901人
- 2009年8月24日：24万75人

## 都市
- マドゴ：1万3240人(2009年)
- ホラ (ケニア)：1万1693人(2009年)(中心都市)

## 隣接カウンティ
- 北：イシオロ
- 北東：ガリッサ
- 東：ラム
- 南東：インド洋
- 南：キリフィ
- 南西：タイタ＝タヴェタ
- 西：キツイ
- 北西：メルー

## 民族
- ポコモ人（英語版）：主に農民
- オルマ人（英語版）：主に遊牧民
- ワーデイ人：主に遊牧民

## 気候
乾燥しており旱魃も多い。
雨季は3月～5月と10月～12月である。
水を巡り農民と遊牧民の間で紛争が起きる。
上流でタナ川に大量に雨が降る事で起きる洪水も大きな問題である。

## 歴史
1998年、エルニーニョによって水道設備が破壊された。
2012年8月22日、オルマ人とポコモ人の間で民族紛争が起き、52人が殺害された(en:2012–13 Tana River District clashes)。
2014年7月5日～6日、ガンバ村が武装勢力に襲撃され、20人が殺害された(en:2014 Lamu attacks)。

## 主な指標
- 安定的に食料を獲得出来ない住民の割合：79%
- 貧困率：62%